# Alchisme turrita
Alchisme turrita är en insektsart som beskrevs av Ernst Friedrich Germar. Alchisme turrita ingår i släktet Alchisme och familjen hornstritar. Inga underarter finns listade i Catalogue of Life.